# Monanthotaxis micrantha
Monanthotaxis micrantha là loài thực vật có hoa thuộc họ Na. Loài này được (Baker) Verdc. mô tả khoa học đầu tiên năm 1971.